# Beylikova
Beylikova, anteriormente Beylikahır, es una ciudad y distrito de la provincia de Eskişehir en la región de Anatolia Central de Turquía . Según el censo de 2010, la población del distrito es de 6.562 habitantes, de los cuales 3157 viven en el centro de la ciudad de Beylikova. El distrito cubre un área de 450 km² (174 mi²)  , y la ciudad se encuentra a una elevación promedio de 761 m (2497 pies).